# 나즈닌 콘트랙터

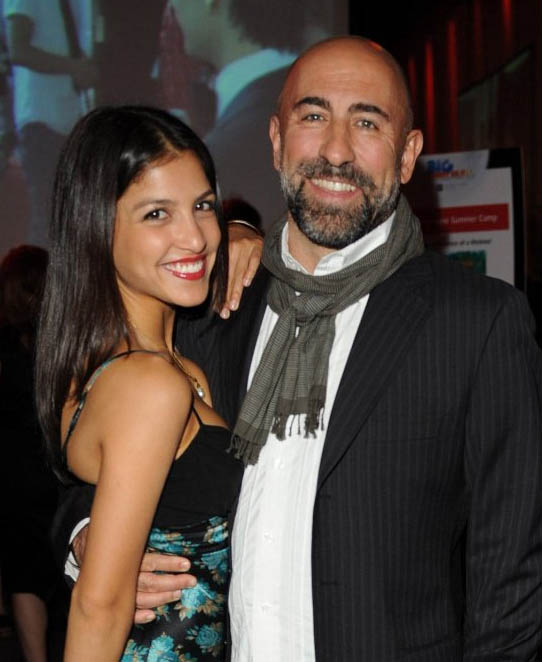

나즈닌 콘트랙터(Nazneen Contractor, 1982년 8월 26일 ~ )는 캐나다의 배우이다.
뭄바이에서 태어났다.

## 출연 작품

### 영화
- 더 매슈 셰퍼드 스토리 (2002, The Matthew Shepard Story)
- 교령회: 소집 (2011, Seance the Summoning) - 이바 역
- 스타트렉 다크니스 (2013) - 리마 헤어우드 역
- 로만 J 이스라엘, 에스콰이어 (2017)
- 스파이럴 (2021)

### 텔레비전
- Street Time (2002)
- 국경특수수사대 (2008-09, The Border) - 레일라 역
- 커플수칙 (2010)
- 24 (2010)
- 시카고 PD (2016)
- Ransom (2017-19)